# Santissima Annunziata
 Denne artikel bør gennemlæses af en person med fagkendskab for at sikre den faglige korrekthed.
    AI-artikel

Santissima Annunziata (italiensk for "Den Allerhelligste Bebudelse") er en berømt kirke i Firenze, Italien. Den er kendt for sin smukke arkitektur, sine betydningsfulde kunstværker og sin rolle som et vigtigt religiøst og kulturelt centrum i byen.

## Historie
Kirken blev grundlagt i 1250 af Servitterordenen, men gennemgik flere udvidelser og renoveringer i de følgende århundreder. I det 15. århundrede blev kirkens facade og interiør ombygget af arkitekten Michelozzo, og senere bidrog Leon Battista Alberti til dens renæssancestil.
En af kirkens største attraktioner er et mirakuløst ikon af Jomfru Maria, som ifølge legenden blev færdiggjort af en engel i 1252. Dette gjorde Santissima Annunziata til et vigtigt pilgrimsmål i renæssancen.

## Arkitektur og kunstværker
Kirken er kendt for sin rigt udsmykkede barokindretning samt sin harmoniske renæssancearkitektur. Blandt de vigtigste kunstværker i kirken er:
- Fresker af Andrea del Sarto – En række fresker i klostergangene, der viser scener fra Jomfru Marias liv.
- Tabernaklet med Jomfruens bebudelse – Det berømte ikon, som tiltrækker pilgrimme fra hele verden.
- Cappella Feroni – En overdådigt dekoreret sidekapel designet af Bernardo Buontalenti.
- Loftet af Volterrano – Et imponerende barokmaleri, der viser Jomfru Marias himmelfart.

## Indflydelse
Santissima Annunziata har haft stor betydning for både religiøse og kunstneriske traditioner i Firenze. Den ligger på Piazza della Santissima Annunziata, en af byens mest berømte pladser, omgivet af arkader og historiske bygninger, herunder Ospedale degli Innocenti, tegnet af Filippo Brunelleschi.